# Haplochromis insidiae
Haplochromis insidiae е вид лъчеперка от семейство Цихлиди (Cichlidae).

## Разпространение
Видът е ендемичен за езерото Киву на границата на Демократична република Конго и Руанда.